# Radka Kovaříková
Radka Kovaříková (Brno, Tchecoslováquia, 26 de fevereiro de 1975) é uma ex-patinadora artística tcheca. Kovaříková conquistou com René Novotný uma medalha de ouro e uma de prata em campeonatos mundiais, e uma medalha de prata em campeonatos europeus. Kovaříková e Novotný também competiram nos Jogos Olímpicos de Inverno de 1992 e 1994.

## Principais resultados

### Com René Novotný
| Resultados                                            | Resultados        | Resultados        | Resultados        | Resultados       | Resultados       | Resultados        | Resultados    | Resultados    | Resultados    | Resultados    | Resultados    | Resultados    |
| Internacional                                         | Internacional     | Internacional     | Internacional     | Internacional    | Internacional    | Internacional     | Internacional | Internacional | Internacional | Internacional | Internacional | Internacional |
| Evento/Temporada                                      | 1989– 1990        | 1990– 1991        | 1991– 1992        | 1992– 1993       | 1993– 1994       | 1994– 1995        |               |               |               |               |               |               |
| ----------------------------------------------------- | ----------------- | ----------------- | ----------------- | ---------------- | ---------------- | ----------------- | ------------- | ------------- | ------------- | ------------- | ------------- | ------------- |
| Jogos Olímpicos                                       |                   |                   | 4.ª               |                  | 6.ª              |                   |               |               |               |               |               |               |
| Campeonato Mundial                                    | 8.ª               |                   | Medalha de prata  | 4.ª              | 5.ª              | Medalha de ouro   |               |               |               |               |               |               |
| Campeonato Europeu                                    | 6.ª               | 4.ª               | 4.ª               | 4.ª              | 4.ª              | Medalha de prata  |               |               |               |               |               |               |
| Grand Prix International de Paris                     | Medalha de bronze |                   | Medalha de prata  | Medalha de prata |                  | 4.ª               |               |               |               |               |               |               |
| Nations Cup                                           |                   | Medalha de bronze | Medalha de bronze |                  |                  |                   |               |               |               |               |               |               |
| Nebelhorn Trophy                                      | Medalha de bronze |                   |                   |                  |                  |                   |               |               |               |               |               |               |
| NHK Trophy                                            |                   | 6.ª               | Medalha de prata  |                  | Medalha de prata | Medalha de prata  |               |               |               |               |               |               |
| Skate America                                         |                   | Medalha de prata  |                   | Medalha de prata |                  | Medalha de bronze |               |               |               |               |               |               |
| Skate Canada International                            |                   |                   |                   |                  | Medalha de prata |                   |               |               |               |               |               |               |
| Nacional                                              |                   |                   |                   |                  |                  |                   |               |               |               |               |               |               |
| Campeonato Tcheco                                     |                   |                   |                   |                  | Medalha de ouro  |                   |               |               |               |               |               |               |
|                                                       |                   |                   |                   |                  |                  |                   |               |               |               |               |               |               |
| Legenda: Competição não foi disputada nesta temporada |                   |                   |                   |                  |                  |                   |               |               |               |               |               |               |